# Ман ла йахдуруху аль-факих
Ман ла йахдуруху аль-факих (араб. مَنْ لَا يَحْضُرُه ٱلْفَقِيه‎) — один из четырёх основных шиитских сборников хадисов, составленный шейхом ас-Садуком (ум. 381 г. хиджры). Издан недавно[когда?] в четырёх томах в Тегеране.

## Жизнь и труды шейха ас-Садука
Абу Джа’фар Мухаммад ибн Али ибн Бабавейх аль-Куми, известный также как шейх ас-Садук, был одним из наиболее авторитетных учёных-хадисоведов своего времени. Его отец также был известным улемом.
Предполагается, что шейх ас-Садук родился после 305—306 года хиджры в Куме. Фамилия Бабавеййх является арабизированной версией персидской фамилии Бабуйа. В ту эпоху Кум был одним из центром изучения шиитских хадисов, что предопределило сферу интересов шейха ас-Садука. В дальнейшем он много путешествовал, получая хадисы от разных учёных, число которых равняется приблизительно 211-ти. Хадисы шейх ас-Садук цитировал в процессе полемики со спекулятивными философами (мутакаллимами).
Перу шейха ас-Садука принадлежит около 300 книг. Многие работы шейха ас-Садука утеряны, однако многие другие сохранены и изданы, ещё некоторые существуют в форме рукописей. В числе его особо важных трудов — трактат по шиитскому вероучению «Аль-И’тикад», к которому ученик шейха ас-Садука шейх аль-Муфид написал поправки под названием «Тасхих аль-и’тикад», в которых раскритиковал шейха ас-Садука по некоторым пунктам.
Существует мнение, что «Ман ла йахдуруху аль-факих» — не единственный сборник хадисов, составленный шейхом ас-Садуком. Исследователи упоминают и иной свод, скомпилированный им — «Мадинат аль-ильм» (он был намного более объёмным и посвящённым, главным образом, основам шиитского вероучения). Однако данный сборник, увы, не сохранился до наших дней.
Последние годы своей жизни шейх ас-Садук прожил в Рее, где в 381 году умер и был похоронен.

## Ценность сборника
Хадисы, входящие в свод «Ман ла йахдуруху аль-факих», посвящены разъяснению столпов ислама в шиитском понимании (фуру' ад-дин), то есть практическим заповедям шариата (таким, как намаз, пост, выплата хумса и закята, хадж, брак и т. д.), дозволенному (халяль) и запретному (харам) в исламе согласно джафаритской школе права. Название сборника можно по смыслу перевести как «Тот, у кого нет доступа к законоведу».
Во введении шейх ас-Садук описывает обстоятельства создания данного свода и причину, побудившую его избрать для него такого название. Во время встречи с Шариф ад-Дином Абу Абдаллахом тот показал шейху ас-Садуку книгу под названием «Ман ла йахдуруху-т-табиб» («Тот, у кого нет доступа к врачу») и попросил написать аналогичную книгу по исламской юриспруденции (фикх) «Аль-халяль ва-ль харам» («Дозволенное и запретное»), которая объединила бы в себе все те работы, которые шейх ас-Садук уже написал на данную тему. Эту книгу Шариф ад-Дин Абу Абдаллах предложил назвать по аналогии с указанным лечебником.
Таким образом, ценность свода «Ман ла йахдуруху аль-факих» заключается в том, что он был призван служить своеобразной энциклопедией практических заповедей джафаритского фикха, к которому мог бы обращаться любой мусульманин-шиит.
Данная книга является своеобразным резюме шейха ас-Садука ко всем его исследованиям преданий, касающихся правовых вопросов.
Поскольку сборник «Ман ла йахдуруху аль-факих» является одним из четырех самых важных шиитских сводов (наряду с «Аль-Кафи» аль-Кулайни и двумя сводами за авторством Абу Джафара ат-Туси — «Тахзиб аль-ахкам» и «Аль-Истибсар»), к нему было написано множество комментариев. Среди великих комментаторов — ас-сайид Ахмад ибн Зейн аль-Абидин аль-Алави аль-Амили (ум. 1060 г. хиджры) и Мухаммад Таки аль-Маджлиси аль-Аввал (ум. 1070 г. хиджры).

## Особенности сборника
Поскольку свод «Ман ла йахдуруху-ль-факих» создавался для неспециалистов, шейх ас-Садук убрал из него длинные иснады к хадисам, необходимые лишь для учёных-муджтахидов, которые проверяют цепочки передатчиков преданий на надёжность. Шейх ас-Садук поясняет это следующим образом:

«…Я составил книгу без иснадов (асанид), ибо цепочки [передатчиков] не должны были занимать слишком много места [и делать книгу более длинной], иначе сборник мог бы быть перегружен ими. У меня не было цели, которую обычно ставят себе составители [сводов хадисов], поместить в сборник всё, что я мог бы рассказать, но моё намерение заключалось в том, чтобы включить в него те предания, в которых описываются правовые решения и которые я посчитал достоверными».
Ман ла йахдуруху аль-факих, том I, стр. 2-3.
Другой отличительной особенностью данного свода является метод, использованный автором. Шейх ас-Садук не позволяет хадисам говорить самим за себя: он комментирует их, а также часто выводит нормы Шариата из этих хадисов и поясняет их смысл.
Свод «Ман ла йахдуруху аль-факих» разбит не на книги (кутуб), а на более компактные главы (абваб), включающие в себя разные подразделы.